# Тъмночервен плодояд джудже
Тъмночервен плодояд джудже (Haematoderus militaris), наричан също тъмночервена плодоядна врана, е вид птица от семейство Котингови (Cotingidae), единствен представител на род Haematoderus.

## Разпространение
Видът е разпространен в Бразилия, Венецуела, Гвиана, Суринам и Френска Гвиана.